# Аир
Вижте пояснителната страница за други значения на Аир.
Аир (Acorus) се нарича род многогодишни блатни тревисти растения с хоризонтално пълзящо коренище, дълго до 1,5 m и до 3 cm в диаметър, с триръбесто стъбло и линейни мечовидни листа с успоредно жилкуване, дълги до 120 cm. Съцветието е цилиндрично, към върха – леко заострено, обагрено в жълто и е разположено сякаш странично на стъблото. Плодът е суха червена ягода. Цялото растение, особено коренището, има силна и приятна миризма. Цъфти от юни до август.

## Разпространение
Расте по мочурливите места и блата в Софийско, Казанлъшко и Варненско.

## Допълнителни сведения
За лечебна цел се използва коренището, което се събира през есента, най-често се обелва и разцепва по дължина. Допуска се употреба и на необелени коренища.